# Олександрівська волость (Ананьївський повіт)
Олександрівська волость — історична адміністративно-територіальна одиниця Ананьївського повіту Херсонської губернії.
Станом на 1886 рік складалася з 7 поселень, 7 сільських громад. Населення — 2278 осіб (1127 чоловічої статі та 1151 — жіночої), 227 дворових господарств.
|                     | Площа, десятин | У тому числі орної, дес. |
| ------------------- | -------------- | ------------------------ |
| Сільських громад    | 1523           | 1318                     |
| Приватної власності | 8808           | 3042                     |
| Казенної власності  | —              | —                        |
| Іншої власності     | 34             | 30                       |
| Загалом             | 10367          | 4390                     |

Найбільші поселення волості:
- Олександрівка (Чуйкова) — колишнє власницьке село за 8 верст від повітового міста, 465 осіб, 90 дворів, православна церква. За 2 версти — православна церква.
- Григорівка (Балашова) — колишнє власницьке село, 265 осіб, 36 дворів, корчма.
- Флоринівка — колишнє власницьке село, 284 особи, 41 двір, корчма.